# Sassocorvaro
Sassocorvaro – miejscowość i gmina we Włoszech, w regionie Marche, w prowincji Pesaro i Urbino.

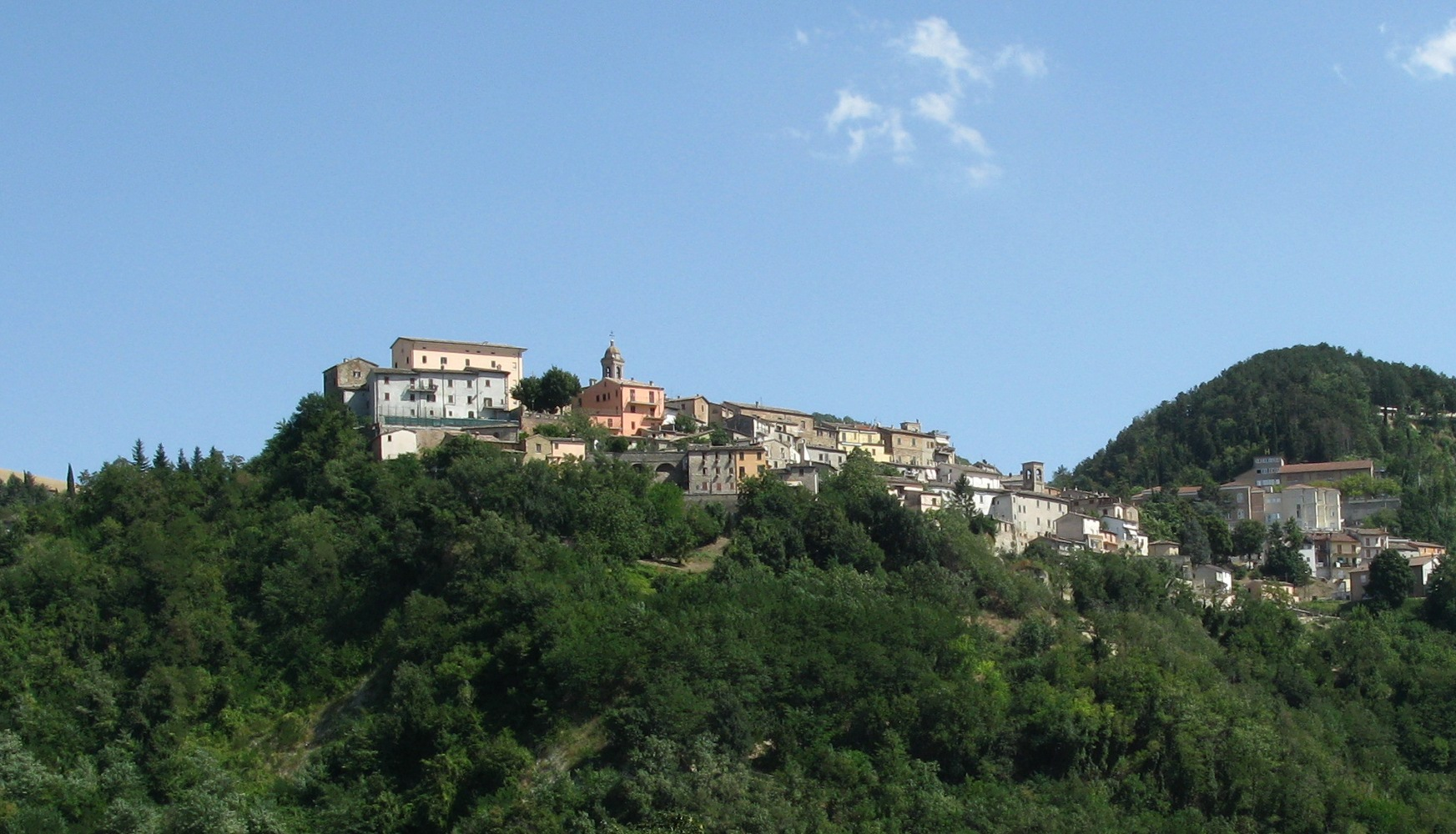
Sassocorvaro

Według danych na rok 2004 gminę zamieszkiwało 3457 osób, 52,4 os./km².